# Székelyföld történelme

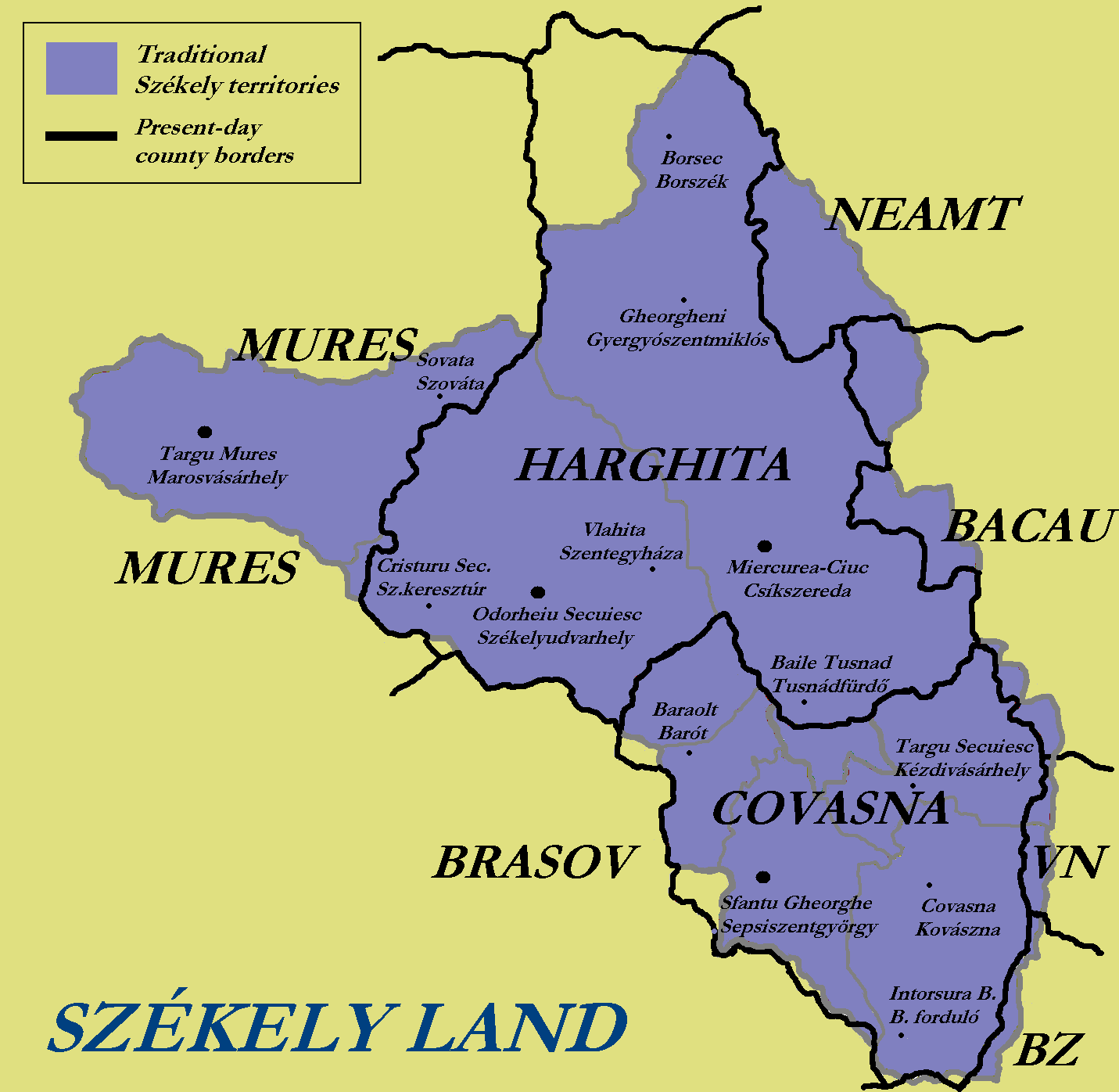
Székelyföld térképe (Aranyosszék nélkül)

Ez a szócikk a történelmi Székelyföld, illetve a székelyek történelmét írja le a 13. századtól napjainkig.
Székelyföld, mint közigazgatási egység a 13. század elején jött létre, és az az 1876-os megyerendezésig létezett. A 2003-ban megalakult Székely Nemzeti Tanács célja, hogy a jelenleg Románia részét képző terület autonómiáját kivívja a jog és a demokrácia eszközével, alkalmazva a nemzetközi jog kínálta lehetőségeket. Románia küszöbön álló regionális átszervezése lehetőséget kínál Székelyföld, mint közigazgatási régió létrehozására (az autonómia statútumban foglalt terület, illetve az általa régiósítási szándékra készíttetett térkép alapján), mely első lépése lehetne a cél elérésének. Ebben a régiólétrehozási törekvésben erdélyi magyar politika többé-kevésbé támogatja. Ugyanakkor megyei és helyi politikusok kezdeményezték a népszavazást Székelyföld, mint önálló fejlesztési régió kialakításához, hogy alapot teremtsenek a közigazgatási régió létrehozásához.

## A székelyek eredete

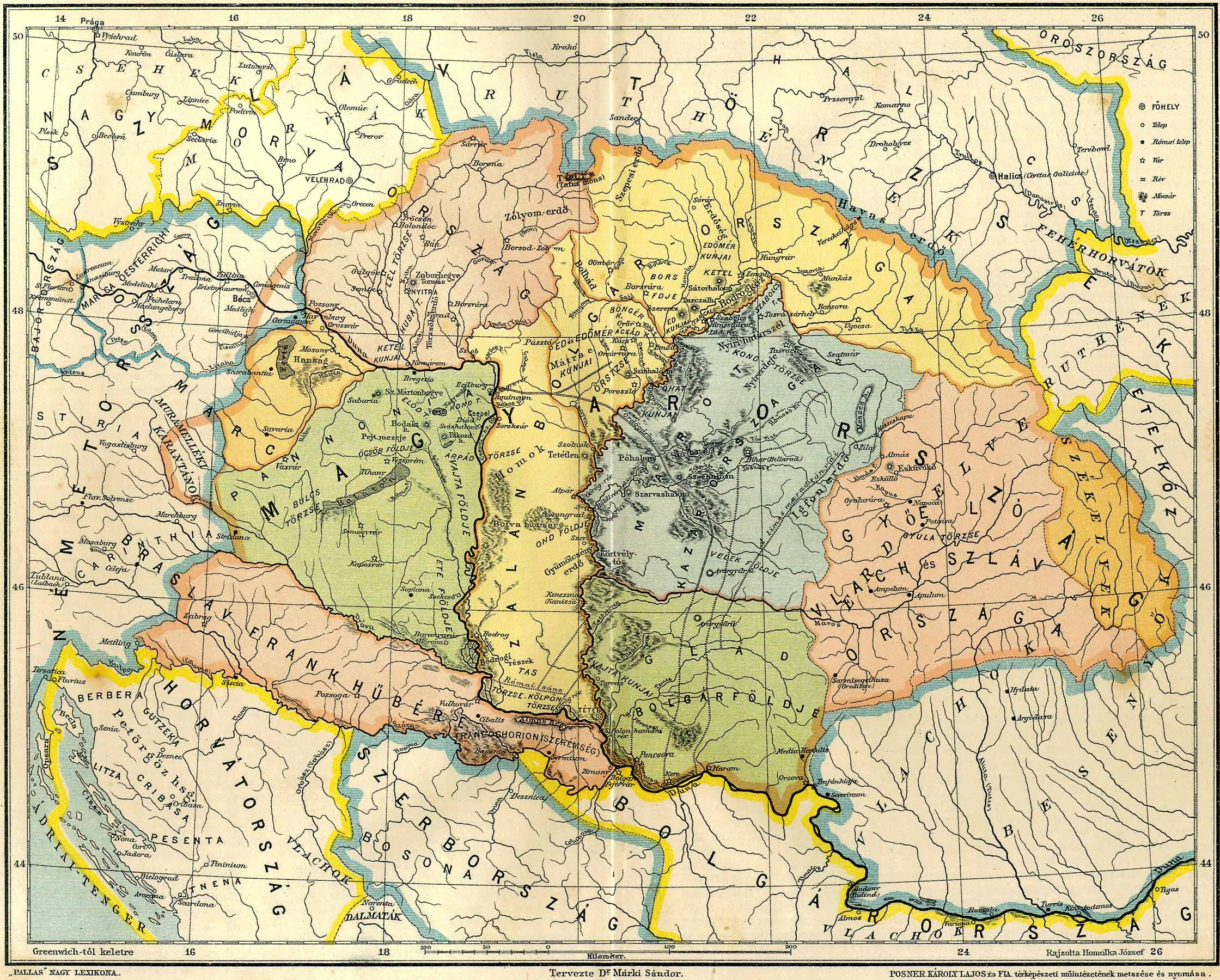

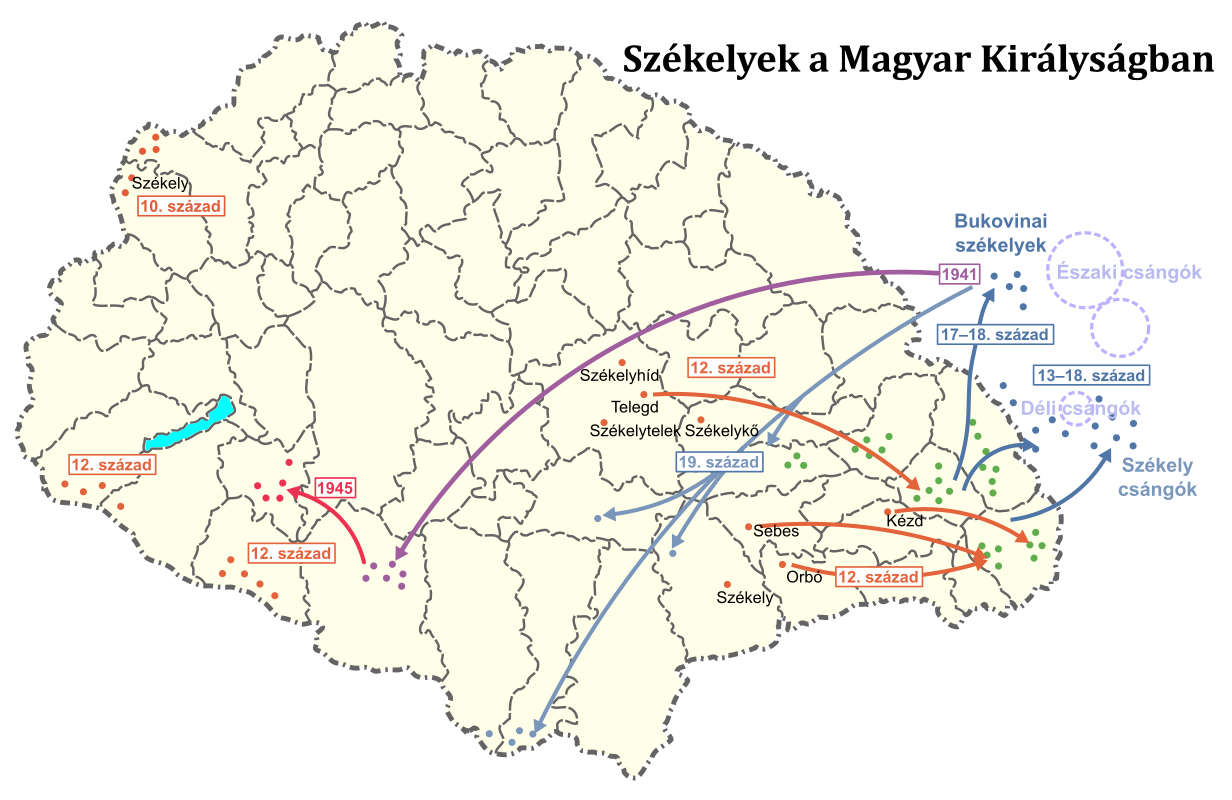
A székelyek vándorlása

A székely nép eredete sok vitát kavar mind a tudósok, mind pedig maguk a székelyek között. A legelfogadottabb elmélet szerint a székelyek Levédiában csatlakozott avaroktól származnak. Egyesek szerint a székelyek mindig is magyar etnikumúak voltak, bár ezt a genetikai vizsgálatok kizárták. Emellett a legkülönbözőbb elméletek születettek meg, amelyek sorra származtatják a székelyeket a bolgár eszkilektől, a hunoktól, az avaroktól, a késő-avaroktól, sorolják be őket a kavarok közé.

## A középkori Székelyföld társadalma
A milkóviai püspökség levelei között, melyek 1096-1228 között íródtak, található egy oklevél, mely arról szól, hogy a székelyek már 1089-ben a jelenlegi Székelyföldön laktak. Ennek ellenére a történészek egy része azt állítja, hogy a székelyek többsége csak később jelenik meg ezen a területen, sőt voltak, akik megkérdőjelezték a levél datálását, mint Szabó Károlyt, a Székely Oklevéltár I. kötetének szerkesztője, ellenben nem kérdőjelezi meg a levél eredetiségét, mint mások. László K. Ferenc, Lőrincz püspök levelének pere írásában alátámasztja, hogy miért fogadható el a keltezés, illetve ezáltal azt is alátámasztja, hogy a székelyek hamarabb vették birtokukba, mint azt ahogy egyes történészek állítják: a 13. század végéig. Templomai többségének alapító levelei ekkor vagy ennél korábban keltezettek, de tény, hogy Telegdszék (a későbbi Udvarhelyszék) székelyei a 12-13. században vándoroltak oda a mai Bihar megye területéről (Székelyhíd, Telegd, Székelytelek).
A magyar királyság határai nem állapodtak meg a Kárpátoknál, már az 1200-as évek elejétől elkezdődött a havasokon túli területek egységbe szerveződése. Legkésőbb ekkor alakult meg – mintegy Székelyföld folytatásaként – a mai Bodza megye és Prahova megye részein: Săcuieni megye (más néven: Saac, Săcueni, Secuieni (azaz székely). (A székelyek megtelepedése ezen a vidéken kapcsolatba hozható a teuton lovagok 1221–1225 közötti délkelet-erdélyi várépítéseivel, de ugyanúgy lehetséges, hogy a székelyek területe a 11. század elejétől vagy akár a honfoglalás előttről, nemcsak a mai Székelyföldet, hanem Saac-ot is magába foglalta.)
Székelyföld területi közigazgatási egységeit székeknek nevezték, ahogyan a többi autonómiával bíró népcsoport (pl. szászok, kunok stb.) közigazgatási egységeit, eltérően az ország többi területi egységeitől, melyeket vármegyéknek neveztek. A sajátos székely autonómia elemei közül megemlíthető, hogy a székelység saját önálló jogalkotásra volt képes, melyet elsősorban a székely nemzetgyűléseken elfogadott törvények, rendeletek alapoztak meg. A jogszabályalkotáson kívül közigazgatási, bíráskodási és önálló katonapolitikai jogosítványokkal is rendelkeztek.
A történelmi székely székek:

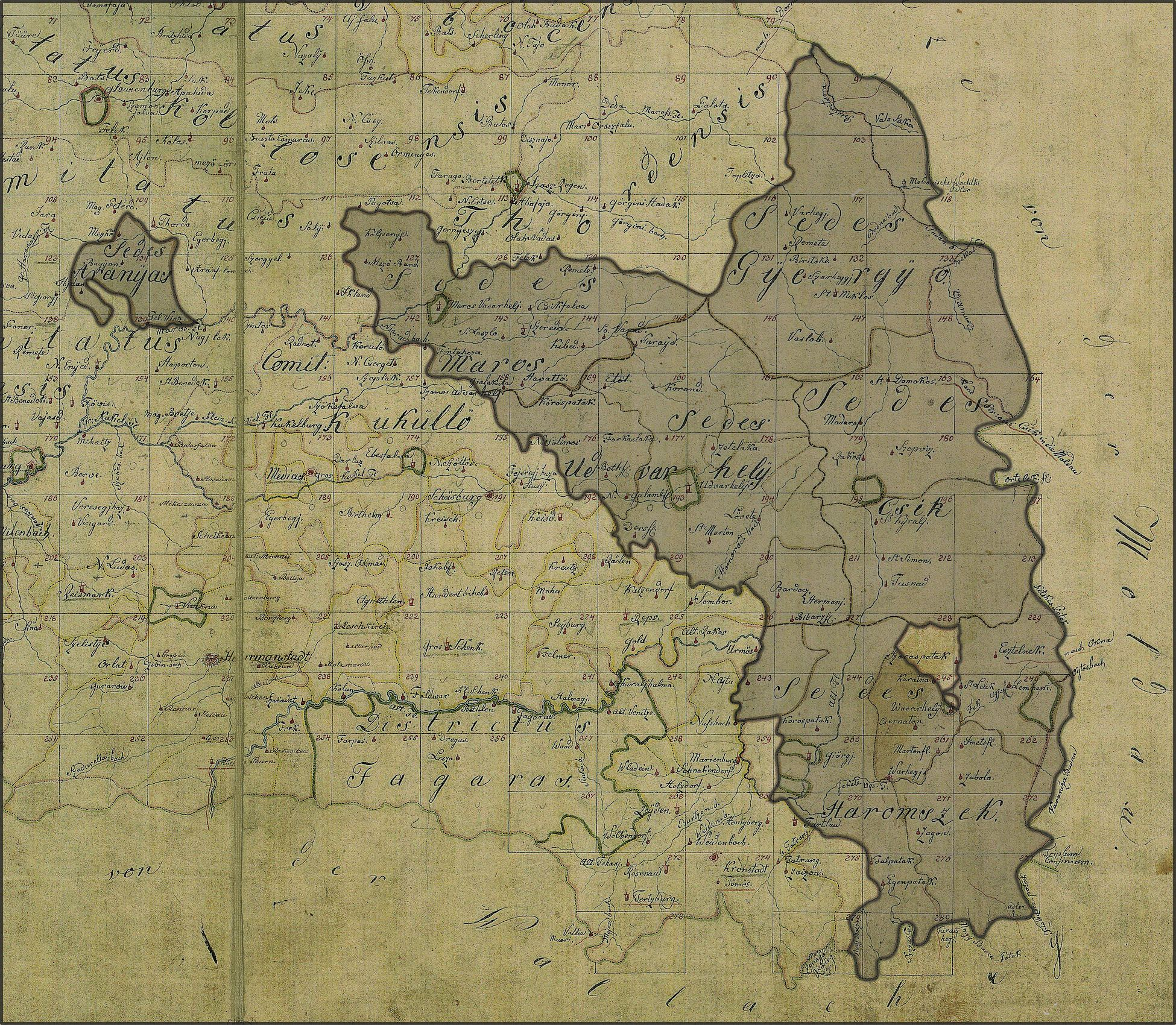
Székelyföld az 1770-es években

- Udvarhelyszék (korábban: Telegdiszék, benne Bardóc- és Keresztúr fiúszékek),
- Csíkszék (benne Gyergyó- és Kászon fiúszékek),
- Háromszék (benne Sepsiszék, Kézdiszék, Orbaiszék, és Miklósvár fiúszék)
- Marosszék (központja Marosvásárhely),
- Aranyosszék (Felvinc központtal).

A középkori székelység Közép-Kelet-Európában szokatlan mértékben demokratikus és szabad volt. Vezetőiket maguk választották és Székelyföldön kívül járva is a nemesekkel egyenlő jogokkal bírtak. Egyenrangú partnerként vettek részt az Erdélyt politikailag ellenőrző „Három Nemzet Szövetségében” (Unio Trium Nationum), amelyben a székelyek mellett a szász székek és a magyar nemesség vett részt. Ez annak köszönhető, hogy az uralkodónak nyújtott fegyveres szolgálataikért cserébe saját földdel rendelkezhettek és megtarthatták ősi demokratikus szokásaikat. Az adózás alól is mentesítve voltak (egy-két rendkívüli kivételtől eltekintve, például ököradó).
A székelyek közt nem voltak társadalmi osztályok, legfeljebb a harcban lóháton részt vevő „lófők” és a gyalogos székelyek közt volt bizonyos szintű különbség. A jelentősebb társadalmi-vagyoni különbségek kialakulását – legalábbis a XV-XVI. századig – meggátolta a föld használatának és öröklésének évszázados rendszere, amely Orbán Balázs leírása szerint a következő volt:
Örökölni csak egyenes ágon lehetett. Szokás szerint a fiú utód volt az örökös, ha fiú nem volt, akkor a lány kapta az örökséget. Amennyiben nem volt egyenes ági örökös, a föld a székelyek közös használatú földterületét gyarapította (ellentétben a feudális szokásjoggal, ami szerint a korona, vagy a helyi földesúr kapta volna meg). Az éppen szabadon levő területekből bárki birtokba vehetett magának földet, de csak annyit, amennyit maga képes volt megművelni. Ha egy területet több mint három évig nem műveltek, vagy kiderült róla, hogy bérben műveltetik, akkor automatikusan a többi székely által birtokba vehetővé közös terület részévé vált.
Patakfalvi Biblia rovásos oldalai – a fiúleányság intézménye (székely örökösödési törvény rovással) 1775–1785:
A székelyföldi jószág a constitució szerint valameddig fijok vagynak, leányt nem illet. Ha egy embernek apja holta után két férfiú gyermeke marad s az ediknek tsak fija, a másiknak tsak leánya lesz, a leány olyan örökös amaga apjaiban mint a fiú a maga apjáéban. Ha pedig 2 leánya van, fija nintsen, a két leány megosztja a jószágot. A kisebbik a lakóhelyben választhat. Ha a nagyobbik hasonlót nem tudna, akkor a lakóhelyet kétfelé osztják. Már ha ezen két leányok edgyiknek fia és leánya is lesz a fiú egyedül fogja jószágot bírni a leányt kiházasítván.

## A kiváltságok elvesztése
Kiváltságaikat, vagyis a magyar köznemességhez hasonló státusukat a 16. századig tudták érintetlenül megőrizni. Az ekkor létrejövő Erdélyi Fejedelemség uralkodói egyre inkább próbálták megnyirbálni ezeket. Elsőként II. János magyar királlyal, a későbbi János Zsigmond fejedelemmel kerültek összetűzésbe, emiatt tört ki az 1562-es székely felkelés. A felkelés következményeként az uralkodó addig példátlan módon két várat (csúfnevükön Székelytámadt és Székelybánja) emelt Székelyföld területén, ezzel próbálván féken tartani a székelyeket. II. János magyar király az ellene lázadó székelyeket 1562 után jobbágysorba taszította. Az erdélyi fejedelmek közül még a Báthoryak próbálkoztak az ősi jogok csorbításával. Ennek következménye volt, hogy Vitéz Mihály havasalföldi román vajda 1599-es támadásakor a háromszéki, csíki, gyergyói, udvarhelyi székelység a román vajda mellé állt (Báthory András mellett állt az aranyos- és marosszéki székelység), aki 1599. november 28-án kiadott kiváltságlevelében visszaadta minden kiváltságukat. Vitéz Mihály legyőzése után végül Báthory Zsigmond erdélyi fejedelem 1601. december 31-én Déván kiváltságlevelet állított ki, amelyben visszaadta a székelyek korábbi szabadságjogait, melyet követően az erdélyi fejedelmek a szabadságjogokat nem próbálták megvonni.
Az Erdélyi Fejedelemség egyetlen székely fejedelme az udvarhelyi születésű Székely Mózes volt, aki 1603-ban Erdélyt felszabadította a Habsburg uralom alól, de 1603. július 17-én az Erdély Mohácsának is nevezett véres csatában életét vesztette. Halálát követően a székelyek nagy számban csatlakoztak Bocskai Istvánhoz, akinek sikerült Erdély függetlenségét visszaállítania.
Idővel egyre több székely kötötte le magát jobbágysorba, talán a kedvezőbb életmód miatt, de főleg azért mert a többi erdélyi lakostól eltérően a székelyek továbbra is kötelesek voltak fejenként katonának menni, ha az országot külső ellenség támadta. Bethlen Gábor már olyan törvényt hozott, amely komoly feltételekhez kötötte a jobbágysorba való átlépést, ennek köszönhető, hogy a székelyek túlnyomó többsége továbbra is szabad székely maradt és nem került jobbágysorba. 1691-ben a Diploma Leopoldinum még elismerte a székelyek adómentességét, sőt ebben az oklevélben azt is leírják, hogy a székelyek a földkerekség legharciasabb népe, ugyanakkor hosszú távon szabályozta Erdély és benne a Székelyföld jogállását, népének mozgásterét. Az utolsó erdélyi fejedelem, II. Rákóczi Ferenc vezette szabadságharc 1711-es elbukásával a székelyek hamarosan megtapasztalhatták a Habsburgok elnyomó, magyarellenes politikáját. Az 1754-1769 közötti sorozatos adóreformok nyomán adómentességük ellenére önkényesen kivetett adókat kellett fizetniük. Amikor Mária Terézia újraszervezte a határőrséget, az erőszakos sorozás a madéfalvi vérengzésbe torkollott (1764): a császári katonaság lemészárolt több száz székelyt, mert azok megtagadták a hadseregbe való bevonulást. Ezek után többen átmenekültek a keleti határon Moldvába vagy a Csiki Havasokban elbújva románokhoz hasonló viseletbe öltöztek, hogy ne kellejen több évre laktanyába vonulniuk, de magyar nyelvüket megtartották.
Amikor 1775-ben az monarchia megszerezte Bukovinát, akkor Hadik András huszárezredes összegyűjtötte a Moldvában szétszóródott székelyeket és letelepítette őket Bukovina öt falujában. Így alakult ki a bukovinai székelység, melynek egy része a 19. század végén, 1883-ban költözött vissza a történelmi Magyarország területére, maradékukat 1941-ben telepítették át a Délvidékre, majd onnan a Völgységbe, Tolna-megyébe, a kitelepített svábok helyére.

## Az 1848/49-es forradalom és szabadságharc
Batthyány Lajos miniszterelnök 1848. május 19-én felhívást intézett a fegyveres székelységhez, hogy a szerbek és horvátok ellen Szegeden alakítandó magyar táborba jöjjenek. A miniszterelnök a csíkszentgyörgyi Gál Sándort és Klapka Györgyöt indította bizalmas küldetéssel s nyomatott felhívásokkal a székelyek közé, mely felhívásokat a nép lelkesedéssel fogadott. A székely nép lett Erdélyben az „egyetlen biztos védőgát, melyen a reakció áradata megtört”, s mely mindvégig híven kitartott a szabadság és az új alkotmány védelme mellett. A képviselőház 1848. szeptember 19-i ülésében határozatban kimondta, hogy „a székely katonaságot terhelő törvénytelen és sérelmes határőrrendszert megszünteti, s őket a haza más polgáraival ugyanazon katonai terhek alá tétetni rendeli”, ezzel jelezve, hogy a székelyektől nem csak áldozatot kívánják, hanem régi sérelmeiket is orvosolják. Az 1848. október 16–18-án megtartott Az agyagfalvi Székely Nemzeti Gyűlésen mondta ki a mintegy 60 000 egybegyűlt, hogy kiállnak a magyar kormány és az Erdélyt Magyarországgal egyesítő törvény mellett. A békésen indult gyűlésen 17-én elterjedt a híre, miszerint a Partiumban román népfelkelők magyarokra támadtak, és ez arra sarkallta a jelenlévőket, hogy hadba szálljanak. Az agyagfalvi gyűlés jelentette tehát a székely népfelkelés kezdetét, székelység csatlakozását az 1848–49-es szabadságharchoz.
Az 1848. év végén nagyot fordult Erdély, egyben Székelyföld sorsa, miután Bem tábornok, a híres lengyel szabadsághős lett az erdélyi csapatok fővezére. Miután kiverte az ellenséget, melyet a hírhedt Karl Urban ezredes vezetett, Bukovinába, Bem apó – ahogy a székelyek nevezték – hadműveleteiben főként Székelyföldre támaszkodott. Ennek harcias, hazaszerető, önfeláldozó népe volt az ő legfőbb erőforrása. A harcokban tanúsított székely vitézséget a szabadságharc költője, Petőfi Sándor, örökítette meg:
Nem mondom én: előre székelyek!

Előre mentek úgy a hős fiúk,

Ottan kíván harcolni mindegyik,

Hol a csata legrémesebben zúg.

Csak nem fajult el még a székely vér,

Minden kis cseppje drága gyöngyöt ér

Úgy mennek a halál elébe ők,

Amint más ember a mennyegzőre mén;

Virágokat tűznek kalapjaik

Mellé s dalolnak a harc mezején.

Csak nem fajult el még a székely vér,

Minden kis cseppje drága gyöngyöt ér!

Az 1848–49-es forradalom és szabadságharc egyik utolsó székelyföldi színhelye Nyerges-tető volt, ahol 1849. augusztus 1-jén Gál Sándor tábornok Tuzson János alezredes vezetése alatt 200 honvédjére bízta a csatát. A székelyek élethalálharcot vívtak Eduard Clam-Gallas osztrák tábornok vezette osztrák és orosz csapatokból álló ellenséges hadsereg ellen, de a kis számú székely hadsereg – önfeláldozó küzdelmük ellenére – vereséget szenvedett az ellenségtől egy kászoni származású ember árulásának következtében. Kányádi Sándor így írt erről:
Végül csellel, árulással

délre körülvették őket,

meg nem adta magát székely,

mint a szálfák, kettétörtek.

Elámult az ellenség is

ekkora bátorság láttán,

zászlót hajtva temette el

a hősöket a hegy hátán.

A szabadságharcot követő elnyomatást nehezen tűrte a székely nemzet. Kossuth Lajos állítólagos megbízottai 1851-ben a Székelyföldön titkos összeesküvést szerveztek, melynek célja volt Makk József 1848/49-es tüzérezredes és Gál Sándor székely honvédezredes vezérlete alatt fölkelést indítani s lerázni a zsarnokságot. Az összeesküvés nem maradt titokban, egy bukaresti keltezésű feljelentés következtében felfedezték, részeseit elfogták, osztrák császári haditörvényszék elé állították. 1853. október 11-én Török János, Horváth Károly és Gálffy Mihály felségárulás címén kötél általi halálra ítélték, és 1854. március 10-én Marosvásárhelyen kivégezték őket. Nekik állíttatták a Székely vértanúk emlékművét, melyet Aradi Zsigmond szobrász készített, és 1875. június 27-én leleplezték le.

## A közigazgatási átszervezéstől az első világháborúig
A hagyományos felosztás az 1867-es kiegyezést követő közigazgatási átszervezéssel szűnt meg, mivel a feudalizmus megszűntével a székelyek korábbi kiváltságai is értelmüket vesztették. A magyar országgyűlés 1876-ban szüntette meg a székelyek sajátos önrendelkezési jogait és jogi intézményeit, az addigi autonómiájukat teljesen felszámolta, a modernizáció és a reformok jegyében. Ekkor a területet a következő vármegyékre osztották: Csík vármegye, Háromszék vármegye, Udvarhely vármegye, és részben Maros-Torda vármegye.
A századfordulón tervezetek születtek Erdély hiteléletének javítására, a szövetkezeti mozgalom kiterebélyesítésére, lépések történtek szociális-nemzeti szempontú telepítéspolitika bevezetésére. A legjelentősebb lépés a társadalmi élet és a kormányzat képviselőinek részvételével tartott 1902. évi tusnádi Székely Kongresszus volt, mely valójában komplex programot adott a Székelyföld fejlesztésére.
Az első világháború kitörésekor még úgy nézett ki, Székelyföldet elkerülik a komolyabb összetűzések, de ez a helyzet 1916-ra megváltozott. A központi hatalmakhoz húzó romániai politikusok kisebbségben maradtak, és augusztus 27-én este 9 órakor, Bécsben átadták a Román Királyság hadüzenetét a monarchiának, az I. Károly örökébe lépett Ferdinánd király csapatai pedig az éj folyamán átkeltek a Kárpátok valójában őrizetlen hágóin. A hatóságok az első napon hozzákezdtek a veszélyeztetett zóna kiürítéséhez, felszólították a lakosságot a Maroson túli területek elhagyására – ami elsősorban a magyar és szász városi népességet és a Székelyföldet érintette –, a román csapatok augusztus 30-án bevonultak a kiürített Brassóba, majd a Székelyföld nagy részét is megszállták. A román csapatokat csak októberre sikerült teljesen kiszorítani Erdélyből.

## A két világháború között

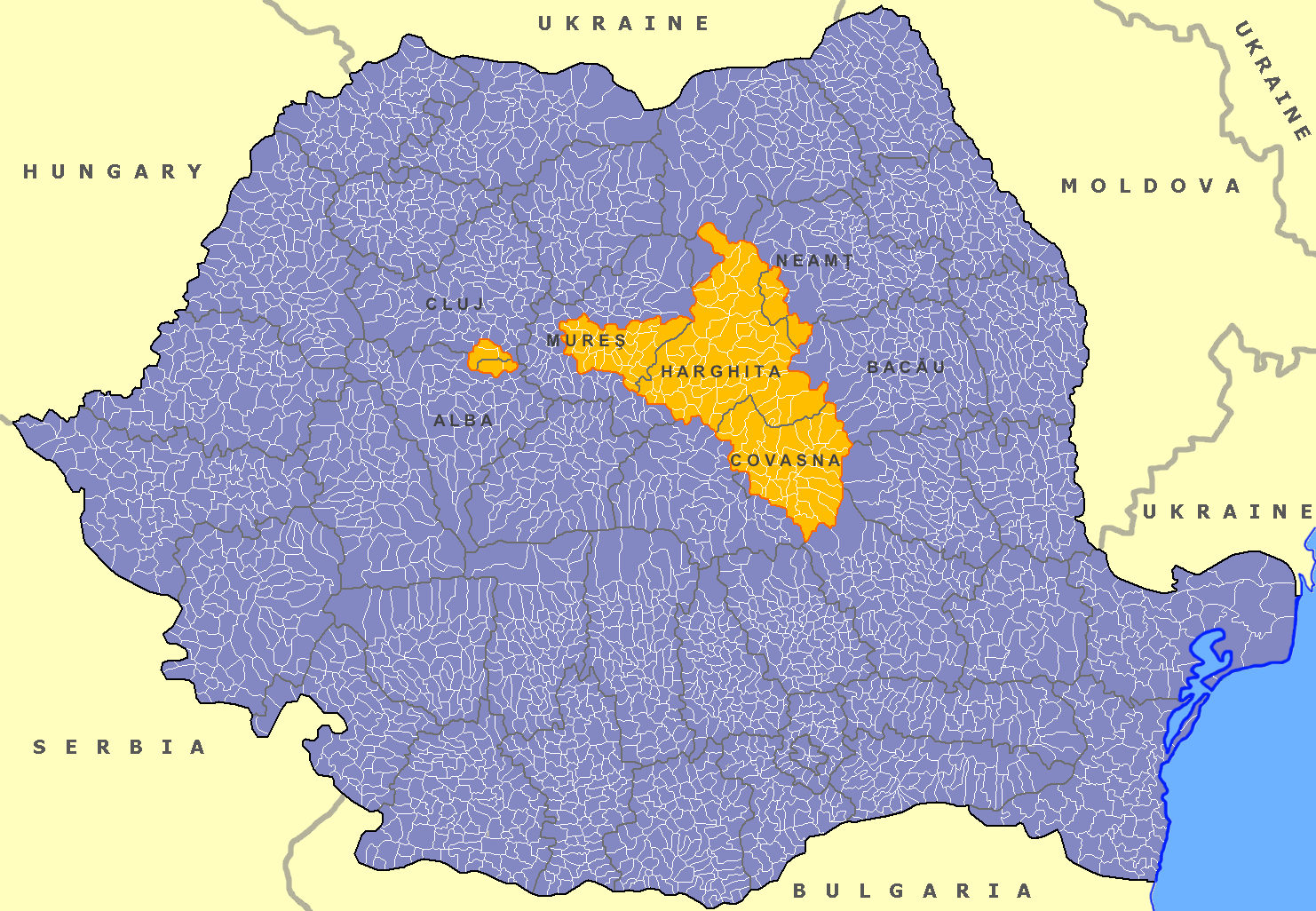
A történelmi Székelyföld a mai Románia területén

Az őszirózsás forradalom után, a belgrádi fegyverszünet alapján a román hadsereg a Maros vonaláig kezdett előrenyomulni. Ekkor született meg az önálló Székely Köztársaság terve a wilsoni elvekre hivatkozva, melyeket végül figyelembe se vettek a béketárgyalások során. A Wilson-elv szerint – az első Székely Nemzeti Tanács támogatásával – Székelyföld önálló kis állammá vált volna úgy, hogy néhány vonatkozásban mégis Magyarországhoz tartozzon. Haderejét a nagyrészt reguláris katonaságból épp átszerveződő Székely Hadosztály adta volna. A marosvásárhelyi székely nagygyűlés felkarolta a gondolatot, de a kolozsvári Magyar Nemzeti Tanács és a budapesti kormány megbízottja ellenezték, mert szerintük túl korai és időszerűtlen volt az ötlet. A Székely Hadosztály megkísérelte Magyarországot is megvédeni a megszálló román csapatok ellen, azonban a gyenge felszerelés és a magyar kormány közömbössége miatt eredménytelenül, mivel a Károlyi Mihály-kormány a pacifista eszméktől vezérelve feloszlatta a magyar hadsereget. A Tanácsköztársaság idején megpróbálták helyrehozni a hibát, Felállították a Vörös Hadsereget és megtámadták a románokat (1919-es magyar–román háború), az offenzíva azonban csúfosan összeomlott, a román hadsereg pedig megszállta egész Magyarországot. A Székely Köztársaság terve végül ki sem bontakozhatott.
A trianoni békeszerződés aláírása után az erőszakosan románosító nemzetpolitika hatására sorra jelentek meg a „Csak románul beszéljenek!” feliratok a közintézmények és hivatalok falán. A kisebbségek anyanyelvének használatát tiltó sorozatos akciókat tetőzte az 1936. március 27-től életbe lépett új közigazgatási törvény, amely már egyenesen szigorú és megtorló intézkedések egész sorát írta elő az anyanyelv használatáért. 1938-ban ugyan megszületett a Kisebbségi Statútum, de kevés jelentőséggel bírt. Némi elenyésző változás az anyanyelvhasználat terén 1938 után volt észlelhető, de ezt a sürgető intézkedést is csupán külpolitikai érdekek hatására hozták meg.

## A második világháború alatt
A második bécsi döntés (1940. augusztus 30.) Észak-Erdéllyel együtt Székelyföldet (kivéve Aranyosszéket) is visszaadta Magyarországnak. A második világháború idején a Székelyföldön határőrsereget állítottak fel, amely részt vett a harcokban és sikerrel védte Erdélyt, amíg a túlerővel szemben lehetett (Úzvölgyi csata). 1944. november elején – a Maniu-gárda kegyetlenkedései és más visszaélések miatt – a szovjet hadvezetés kiparancsolta a visszatérő román közigazgatást és szovjet katonai közigazgatást vezetett be Észak-Erdély területén, amely állapot 1945. március 5-éig (a Groza kormány megalakulása) tartott.

## 1947-től a rendszerváltásig

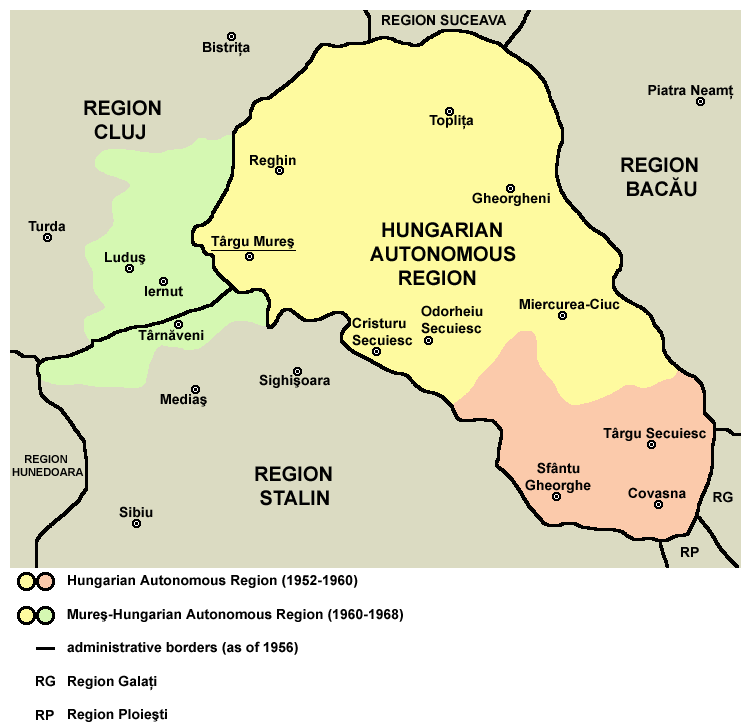
A Magyar Autonóm Tartomány (sárgával és zölddel jelölve a későbbi Maros-Magyar Autonóm Tartomány)

1946 májusában Párizsban a nagyhatalmak megegyeztek Erdély és Székelyföld területi hovatartozásáról, majd az 1947. február 10-én aláírt párizsi békeszerződés alapján a Székelyföld, Észak-Erdély többi részével együtt, újra Romániához került.
Az 1948. január 25-én tartott népszámlálás adatai szerint a négy székely megyének (Maros, Udvarhely, Csík és Háromszék) összesen 740 381 lakosa volt. Udvarhelyen 97,3%, Háromszéken 87,7%, Csíkban pedig 86,9%-os volt a magyar anyanyelvűek aránya. A Mezőség felé terjedő, közel 330 ezres összlakosságú Maros megyében a magyarok csekély többségben voltak (50,8%).
Az 1950. szeptember 6-án életbe lépett 1950/5. számú törvény, amely megszüntette a két világháború között francia mintára kialakított közigazgatási rendszert (falu–község/város–járás–megye) és bevezette a szovjet mintára szervezett területi felosztást (község/város/municípium–rajon–tartomány). A reformot előkészítő szakértői anyagot a román kommunista vezetés részére Moszkvában készítették elő, és a Szovjetunióból már románra fordítva küldték Bukarestbe. A közigazgatási reform Erdély területén ugyanis 11 tartomány jött létre, ebből 9 román többségű volt. A négy „székely megyét” két tartományra osztották: Sztálin tartomány Brassó székhellyel (a város nevét 1950-ben Sztálinvárosra változtatták) és Maros tartomány Marosvásárhely központtal. Csík megyét például úgy osztották ketté, hogy Gyergyó vidéke Maros tartományhoz, míg Csík és Udvarhely Sztálin tartományhoz került. A régi Maros megyéhez ugyanakkor a román Balázsfalvát és a vegyes, de román többségű Dicsőszentmártont csatolták.
Szovjet nyomásra 1952. szeptember 21-én létrehozzák a Székelyföld nagyobbik részét magába foglaló Magyar Autonóm Tartományt Marosvásárhely székhellyel, ahol a magyarság száma meghaladta a 564 000-et (76,9%).
Az 1956-os forradalom hatására Erdélyben is szervezkedések kezdődtek, amelyet a Securitate hamar felszámolt, majd rengeteg magyar személyt elítéltek, sokan közülük a börtönben haltak meg, másokat szökés közben lőttek agyon. 1958. szeptember 1-én 10 személyt pedig kivégeztek, közülük 9-en magyarok voltak, nagyobbrészt székelyek.
1960-ban e tartomány területét megkurtították (Háromszéket elcsatolták), ekkor jött létre a Maros-Magyar Autonóm Tartomány. Az átszervezéssel a magyarok száma 473 000-re (61,1%) csökkent, a románok száma 147 000-ről 266 000-re nőtt, az adminisztratív intézkedések nyomán.
Az 1968-ban megejtett újabb közigazgatási átszervezés után megközelítőleg Hargita megye, Kovászna megye, és Maros megye egy része alkotja a Székelyföldet. A „hivatalos”-nak mondott román népszámlálás adatai szerint 1977-ben Hargita megye lakosságának 85 százaléka volt magyar, míg Kovászna megyében 78,4 százalék. Maros megye székely székeit, a történeti Marosszéket és Nyárád mentét több román többségű régióval bővítették ki, így a székelység számaránya 44,3 százalékra esett vissza.
Az ún. szocialista iparosítás és a termelőerők észszerű elosztása ürügyén megváltoztatták az erdélyi városok etnikai arányait, beleértve a székelyföldi városokat is, mindezt a román nemzetstratégia jegyében. Ezzel párhuzamosan különösen az 1980-as években erősödött fel a pályakezdő erdélyi – és köztük a székelyföldi – magyar értelmiség Regátba való telepítése. Moldvából 800 ezer románt telepítettek Erdélybe, de Havaselvéről is sokan érkeztek. A tervszerű betelepítés Székelyföld városait sem kímélte, melynek első áldozata Marosvásárhely lett. Az erdélyi városokban az 1910-es népszámlálás adatai szerint a románok számaránya csak 19 százalék volt, ez néhány évtized alatt megváltozott. Székelyföld románosítása a megyeközpontok betelepítésével kezdődött, de a tömbmagyar térség etnikai fellazítására már nem került sor. A fejetlen gazdaságpolitika miatt eladósodott ország az 1980-as években rákényszerült a külföldi kölcsönök megadására, ezáltal a lelassult iparosítással párhuzamosan csökkent Székelyföld betelepítésének üteme is, ezt a román vezetés az iskolák elrománosításával próbálták „kiegyensúlyozni”. A székely megyeközpontokat a nyolcvanas években zárt városokká nyilvánították, ahová csak államalkotó románság telepedhetett. 1988-ban dolgozták ki a falurombolási tervet, melynek áldozatul a 180 házból álló székely település, Bözödújfalu esett, amelyet ugyanabban az évben vízzel árasztottak el.

## Rendszerváltás után

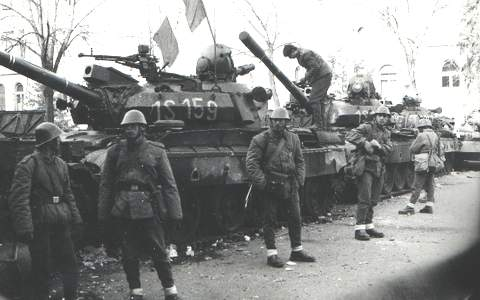
A román rendőrség és hadsereg jobbára tétlen szemlélő volt, majd kizárólag magyarokat tartóztattak le

1990 márciusában komoly etnikai zavargások történtek Marosvásárhelyen a románok és magyarok között. A „Fekete márciusnak” 5 halottja (3 magyar és 2 román) és kb. 300 sérültje volt, köztük Sütő András író. A román hadsereg csak harmadnap avatkozott be érdemben és fékezte meg az összecsapásokat, elkerülve így egy esetleges polgárháborút. Később több mint negyven embert ítéltek el, köztük csak két román volt, a többiek magyarok és magyar cigányok voltak.
A rendszerváltás óta az ortodox és görögkatolikus román egyházi intézmények és az állami szervezetek (hadsereg, csendőrség, rendőrség) szervezése útján folytatódott, folytatódik a románosítás. Az RMDSZ 1993-tól 1995-ig még ha bizonyos fontos kérdésekben nem is ért el előrelépést, de egy autonomista, magyar érdekek mentén megfogalmazódó politikát követett, de 1995-1996-ban ennek vége szakadt, annak ellenére, hogy önmeghatározása szerint:
a Romániai Magyar Demokrata Szövetség a romániai magyarság önrendelkezési jogának elvi alapján áll, mindazzal együtt ami ebből következik.
Szőcs Géza, az RMDSZ első három évének egyik meghatározó politikusa szerint a szervezet addigi alapvető belülről vezéreltségét, kívülről való irányítottság váltotta fel. Amíg Domokos Géza volt az RMDSZ elnöke, az erdélyi- és ebben a székelyföldi magyar politika felmutat homogén vonásokat. Ilyen a Bukarest-centrikusság, a konfliktuskerülés, a román politika legitimálása a Nyugat irányában, ami ellen az autonóm magyar erőket képviselő Szőcs Géza és a mögötte felsorakozók folyamatos harcot vívtak, míg a kolozsvári nyilatkozat elfogadásával elvi síkon kiütéses győzelmet nem arattak.
Autonómiaügyben a 2000-es évekig nem történt komolyabb előrelépés a román és az RMDSZ politikában, annak ellenére, hogy erre megvolt az igény. 2003-ban megalakult a politikai pártok fölött álló, közképviseleti elven szerveződő EMNT, Tőkés László, és SZNT Csapó I. József vezetésével, hogy Székelyföld autonómiáját a jog és a demokrácia eszközével vívja ki, alkalmazva a nemzetközi jog kínálta lehetőségeket. Utóbbi, az autonómia eléréséért több megmozdulást is szervezett, mint a székely szabadság napja (2013. március 10.) vagy a Székelyek Nagy Menetelése (2013. október 27.), illetve további tömegmegmozdulásokat szervez a cél érdekében. 2004-ben több település is kiírta a népszavazást az autonómiáról, de ezeket a határozatokat a kormánymegbízottak (prefektusok) megtámadták és elérték érvénytelenítésüket, így végül az SZNT 2006-ban nemhivatalos népszavazást tartott 254 településen 395 008 szavazatra jogosult polgárának nyílt lehetősége szavazni Székelyföld autonómiájáról, az igenek részaránya 99,31% volt. A 2009-ben 25 település által kiírt autonómia népszavazás is a 2004-es sorsára jutott. Ugyanakkor az RMDSZ középvezetők, megyei, illetve települési önkormányzati vezetők a 2010-es években már autonómia szükségessége mellett foglaltak állást, illetve a romániai küszöbön álló közigazgatási reform tervét kihasználva népszavazás kiírását kezdeményezték Székelyföld, mint fejlesztési régió (ebben az esetben Hargita-, Kovászna- és a teljes Maros megyéről volt szó), illetve mint közigazgatási régió létrehozásáért, de eddig minden kezdeményezést megtámadott a román hatalom a kihelyezett kormánymegbízottjaik révén.

## Székely autonómiatörekvések

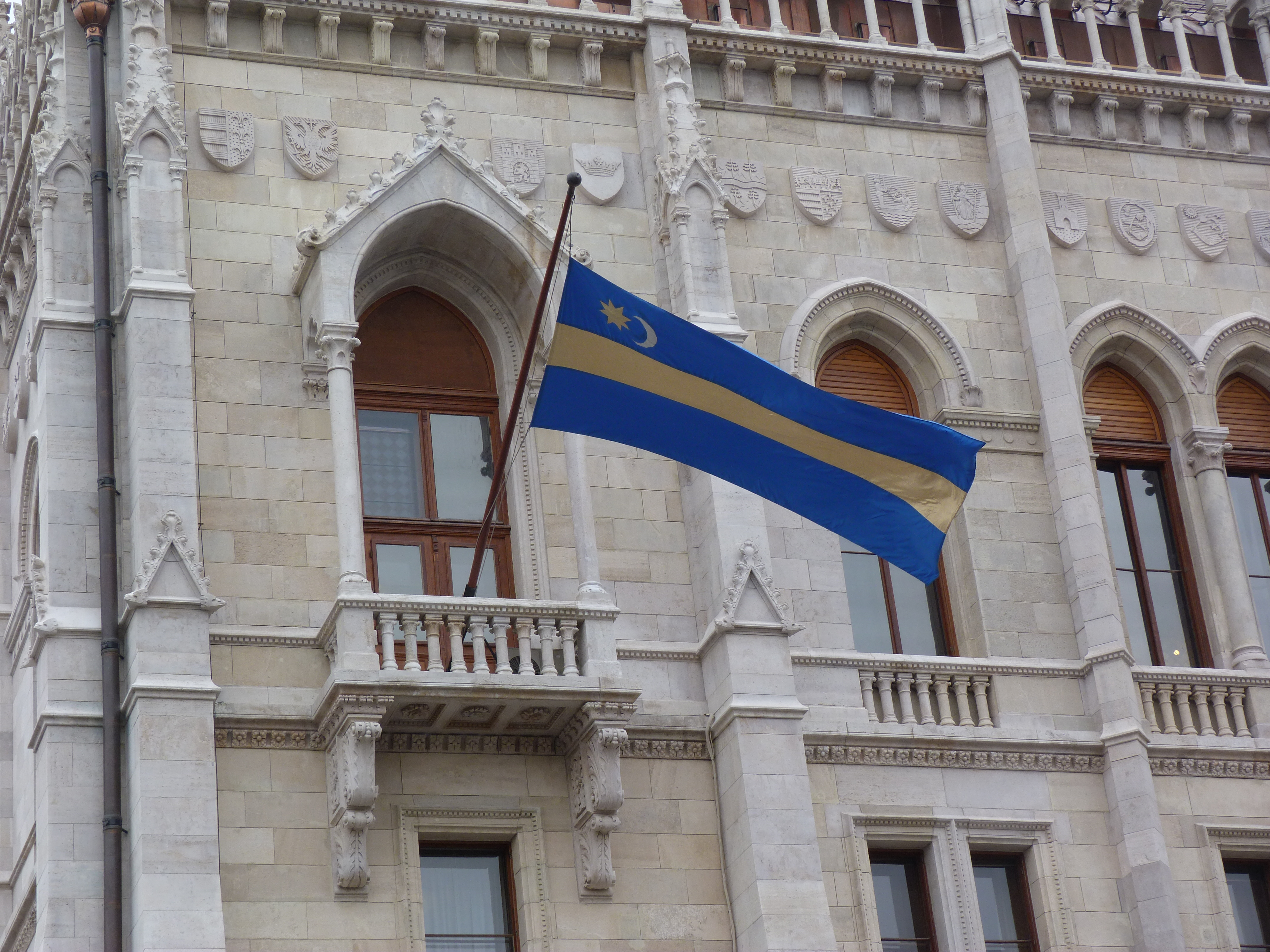
Székely zászló az Országházon

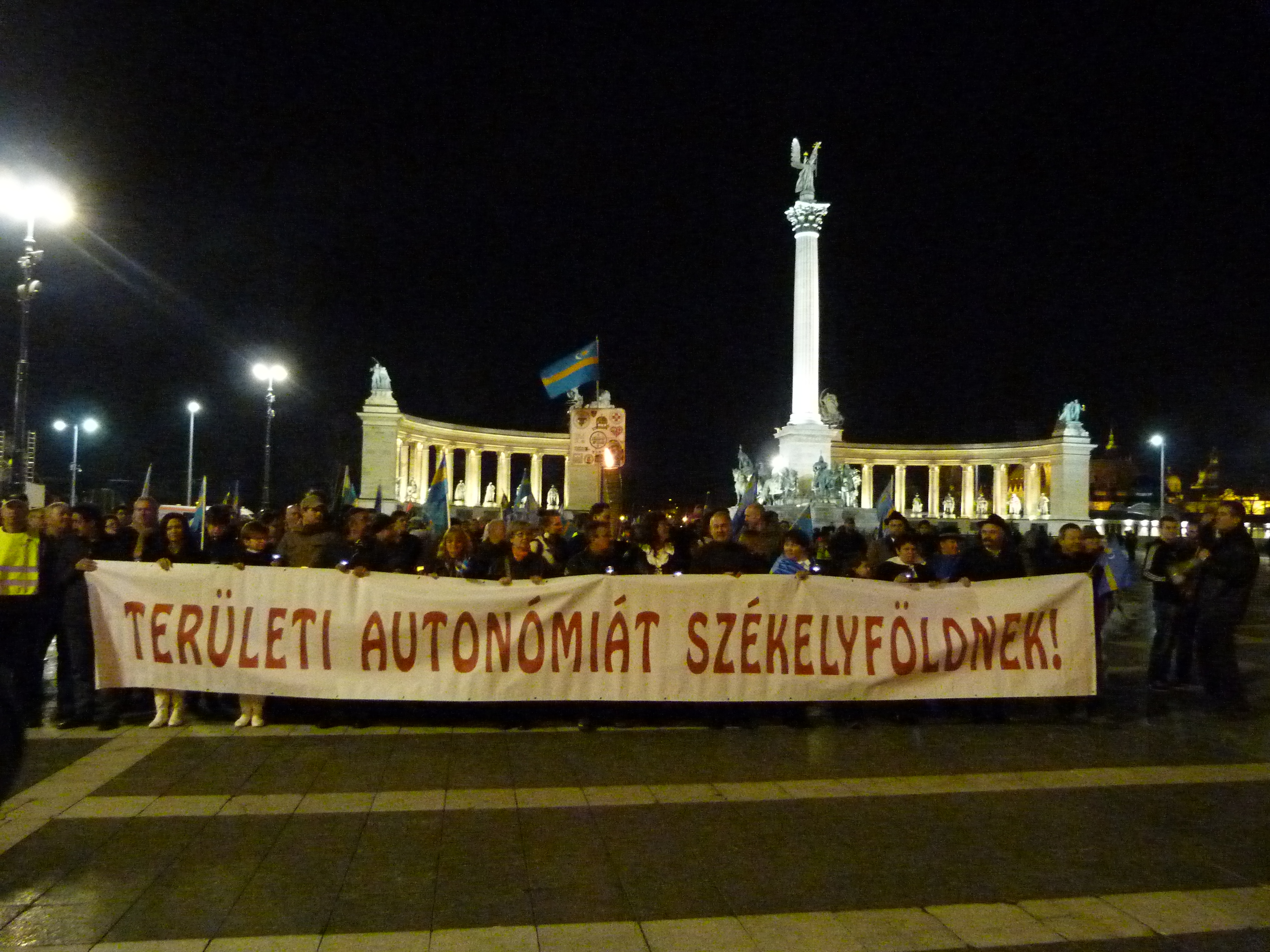
Tüntetés Székelyföld autonómiájáért - Budapest, 2014.03.10.

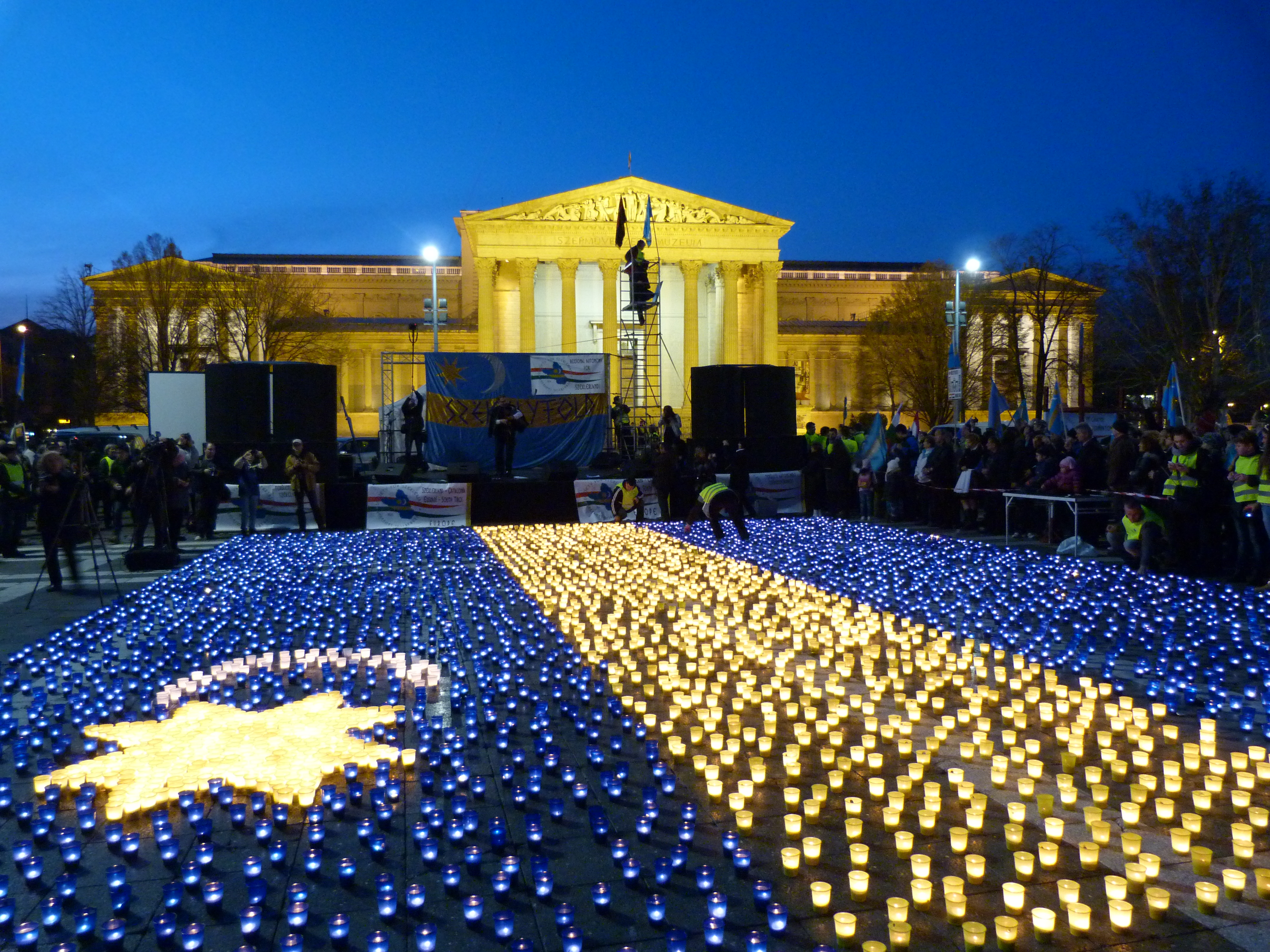
A Nap, a Hold és a Csillagok - Budapest, 2014.03.10.

### „Mit kíván a székely nép?”
A Gyergyószentmiklóson 2005. február 12-én elfogadott Határozat szövege az alábbi.
A Székely Nemzeti Tanács 12 pontja, 2005. március 15.:
1. Szabad véleménynyilvánítás jogát, a székelység sorsát érintő valamennyi kérdésben! Miért? Mert rendelkezni kívánunk mindazokkal a jogokkal, amelyekkel Európa szabad népei rendelkeznek.
2. Önrendelkezési jogunk elismerését! Miért? Mert, noha az igazságtalan trianoni diktátum által 85 éve Romániához kerültünk, sorsunk felett magunk kívánunk rendelkezni.
3. Székelyföld közigazgatási autonómiáját! Miért? Mert 900 éves hagyománya van a székely autonómiának, s 900 éves tapasztalatunk, hogy ez szolgálta fennmaradásunkat, amiképpen – az európai gyakorlatnak megfelelően – a jövőben is ez fogja szolgálni.
4. Népszavazás kiírását a történelmi Székelyföld területén, Székelyföld területi-közigazgatási autonómiájának törvény általi létrehozásáról! Miért? Mert elemi jogunk saját dolgainkról véleményt mondani, közösségi akaratunkat törvényes keretek között kifejezni. Saját évezredes hagyományaink és az Európai Unióban bevett gyakorlat alapján, sorsunkról a közvetlen demokrácia eszközével, népszavazás útján kívánunk dönteni. Tudatában vagyunk, hogy az EU-ba igyekvő Románia sem tagadhatja meg a területén élő 600 000-es székely közösségtől a jogállamokban alkalmazott területi autonómiát.
5. Azt, hogy az RMDSZ ne akadályozza, sőt, a kormányzó koalíció pártjaként segítse a székelység fennmaradását célzó, az autonómiáról szóló helyi népszavazások megtartását! Miért? Mert túl azon, hogy az RMDSZ programjában és választási kampányában elkötelezte magát az autonómia mellett, és hogy nem hagyhatja figyelmen kívül szavazói akaratát, nemzettársai közösségi akaratnyilvánításának akadályozása által nemzetárulást követne el.
6. Azt, hogy a román állam, a Gyulafehérvári Nemzetgyűlés határozatainak megfelelően, vegye tudomásul és tartsa tiszteletben a szülőföldjén többségben élő székelység kinyilvánított akaratát! Miért? Mert nem európai az az állam, amely a területén élő nemzeti közösséget megfosztja a belső önrendelkezéshez való jogától!
7. Azt, hogy a magyar kormány ne akadályozza a székelység fennmaradását biztosító területi autonómia megvalósítását, hanem vállaljon védőhatalmi státust és a nemzetközi fórumokon támogassa e törekvést! Miért? Mert alkotmányos kötelessége a határon túli magyarok iránt felelősséget éreznie. A jelenlegi magyar kormány vegyen példát az osztrák kormányoktól, amelyek – diplomáciai konfliktusokat is vállalva – mindent megtettek az osztrákok által lakott olaszországi Dél-Tirol autonómiájának megvalósulásáért.
8. Baráti és együttműködési kapcsolatot Európa valamennyi autonóm területével! Miért? Mert autonómiánk kiépítésében támaszkodni kívánunk a jól működő európai területi autonómiák közösségeinek szolidaritására és tapasztalataira.
9. Virágzó jövőt az autonóm Székelyföldön, az Európai Unióban! Miért? Mert szülőföldünkhöz, nemzeti önazonosságunkhoz az EU-tag Romániában is ragaszkodni fogunk, s mert gyermekeink jövőjét a szabad Európában képzeljük el, itt Székelyföldön.
10. Virágzó jövőt a magyarság és minden Kárpát-medencei nép számára, a jogegyenlőség elvének tiszteletben tartásával! Miért? Mert itt a hazánk, s mert a székelység mindent megtesz – ahogyan hosszú és viharos történelme során mindig is – a szétszakított magyarság egységéért és fennmaradásáért.
11. Virágzó Európai Uniót, ahol a területi autonómiák tartósan fejlődnek és a nemzeti közösségeknek védelmet nyújtanak! Miért? Mert európai demokrácia mindig ott volt és ott fejlődött, ahol közösségei az önkormányzásra berendezkedtek, és ahol tiszteletben tartották és tartják a szubszidiaritás elvét, mint a közösségi építkezés alapvető eszközét.
12. Szolidaritást a világ valamennyi elnyomott népével és nemzeti közösségével! Miért? Mert több száz év történelme tanított meg minket arra, hogy egy magára hagyott nép, számbeli kisebbségi sorsban levő közösség mennyire kiszolgáltatott lehet a nagyhatalmak és a többségi nemzet kénye-kedvének.

A követeléseket a Gyergyóditróban 2006. június 18-án megtartott Székely Nemzetgyűlés 12 pontban újból összefoglalta:
1. Az autonóm Székelyföldön az adók 90%-a maradjon helyben, s csupán 10%-a menjen Bukarestbe. Ma az adók fele sem marad a helyi önkormányzatoknál.
2. Az autonóm Székelyföld altalajkincseinek (só, ásványvíz, kő, ásványi anyagok) hasznából helyben lehet majd utat építeni, iskolát, kórházat, közintézményeket fenntartani. A helyi természeti forrásokból származó pénz nem kerül a feneketlen fővárosi zsákba.
3. Az autonóm Székelyföldön a köz- és magánvagyon biztonságát saját szakintézmények biztosítják. Véget vetünk természeti kincsek kirablásának.
4. Az autonóm Székelyföld fejlesztési stratégiáját az erre szakosodott hivatalok dolgozzák ki, illetve ültetik életbe.
5. Az autonóm Székelyföldön minden közösség a számarányának megfelelően vesz részt a döntéshozó és végrehajtó hatalomban.
6. Az autonóm Székelyföld minden lakosa, illetve közössége a harmonikus együttélés szellemében tudja megőrizni identitását, ápolni szellemi, kulturális hagyományait.
7. Az autonóm Székelyföldnek nem Bukarestből diktálják, hogy például a ditrói iskolában milyen osztály indul, hány tanulóval. Az önálló oktatási rendszerben az ilyen döntések helyben születnek.
8. Az autonóm Székelyföldön a magyar gyermekek magyarul fognak tanulni minden tantárgyat az óvodától az egyetemig.
9. Az autonóm Székelyföldön minden lakója az anyanyelvén fordulhat majd bármelyik hivatalhoz, s ezen a nyelven kap választ szóban és írásban egyaránt.
10. Az autonóm Székelyföldön a beteg ember az anyanyelvén fordulhat majd háziorvosához és minden kórház minden orvosához.
11. Az autonóm Székelyföld a fenntartható fejlődés modelljét tudja megvalósítani.
12. Az autonóm Székelyföld, adottságainak köszönhetően, a Kárpát-medence legdinamikusabb, legélhetőbb régiójává válik.